# Zammer Tunnel (Eisenbahn)
Der Zammer Tunnel ist ein 2.335 m langer Eisenbahntunnel der Arlbergbahn in Tirol. Er ist zweigleisig befahrbar, für eine Höchstgeschwindigkeit von 140 km/h zugelassen und liegt östlich vom Bahnhof Landeck-Zams. Dabei umfährt er die Ortschaft Zams und auch das Krankenhaus St. Vinzenz Zams, welches vorher sehr mit dem Bahnlärm belastet war. Um mögliche Vibrationen zu absorbieren, welche wiederum das KH Zams stören könnten, wurde erstmals in Österreich das Masse-Feder-System zur Anwendung gebracht.

## Bau
Der Baubeginn war im Mai 1994, der Tunnelanschlag am 17. September 1994 (Ostvortrieb) bzw. am 26. September 1994 (Westvortrieb) und der Durchschlag erfolgte am 23. Juli 1995.
Die (eingleisige) Eröffnung war ursprünglich für den 23. Mai 1999 geplant. Wegen eines starken Gewitters war die Strecke am 22. Mai in den Bereichen Roppen, Schönwies, Flirsch und St. Anton am Arlberg allerdings so stark vermurt, dass sie bis 30. Mai gesperrt werden musste. Der erste Zug durchfuhr den Zammer Tunnel dann schließlich am 30. Mai 1999 um 21:55 Uhr.
Gleichzeitig mit der offiziellen Inbetriebnahme wurde die Haltestelle Zams ersatzlos aufgelassen.

## Sicherheit

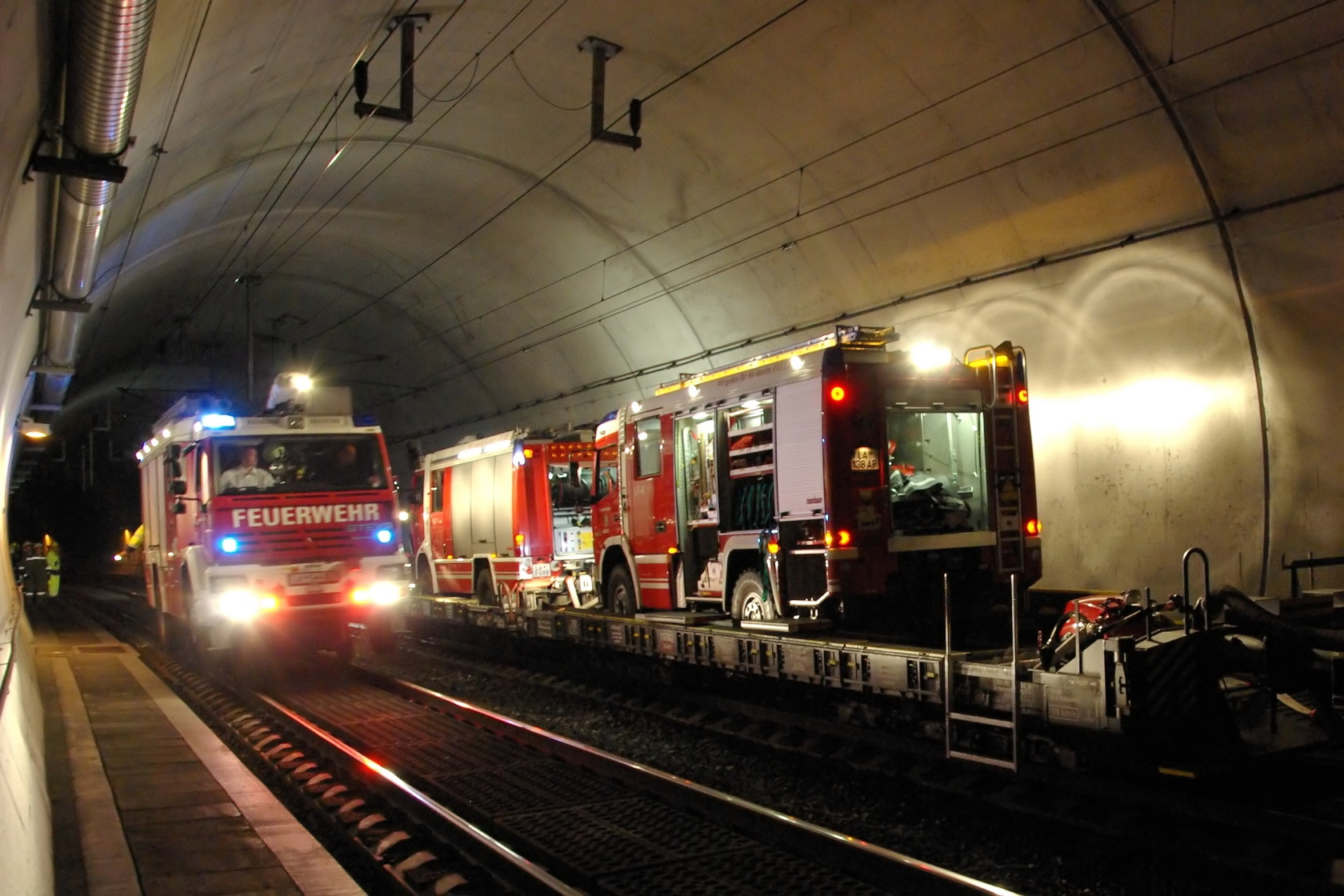
Feuerwehrübung im Tunnel: Zweiwegefahrzeug und Tunnelrettungszug

Da durch die Neutrassierung im Bereich Kronburg–Landeck gleich zwei neue Tunnel entstanden sind, erhielt die Freiwillige Feuerwehr Zams ein Zweiwegefahrzeug um im Brandfall, v.A. im längeren Zammer Tunnel, schnell eingreifen zu können. Um der Feuerwehr die Einfahrt in den Tunnel, bzw. das Aufgleisen des Fahrzeuges zu ermöglichen, wurde der Tunnel an beiden Portalen mit Zufahrten ausgestattet. Zusätzlich ist im Bahnhof Landeck-Zams ein Tunnelrettungszug stationiert. Auf dessen Niederflurwagen können im Bedarfsfall weitere Feuerwehrfahrzeuge verladen werden.